# Jordan Filipow
Jordan Filipow (bułg. Йордан Филипов; ur. 5 sierpnia 1946 w Sofii  – zm. 30 listopada 1995) – bułgarski piłkarz grający na pozycji bramkarza. W swojej karierze rozegrał 28 meczów w reprezentacji Bułgarii.

## Kariera klubowa
Swoją karierę piłkarską Filipow rozpoczął w klubie Rozowa Dolina Kazanłyk. W sezonie 1963/1964 zadebiutował w nim w trzeciej lidze bułgarskiej. Przed sezonem 1964/1965 przeszedł do pierwszoligowego Spartaka Płowdiw. Spędził w nim rok.
W 1965 roku Filipow został zawodnikiem CSKA Sofia. W sezonie 1965/1966 wywalczył z nim swój pierwszy w karierze tytuł mistrza Bułgarii. Tytuł mistrzowski z CSKA wywalczył jeszcze siedmiokrotnie, w sezonach 1968/1969, 1970/1971, 1971/1972, 1972/1973, 1974/1975, 1975/1976 i 1979/1980. Sześciokrotnie został też wicemistrzem kraju w sezonach 1967/1968, 1969/1970, 1973/1974, 1976/1977, 1977/1978 i 1978/1979 oraz zdobył cztery Puchary Bułgarii w latach 1969, 1972, 1973 i 1974.
W 1980 roku Filipow odszedł z CSKA do klubu PFK Sliwen. Występował w nim przez trzy sezony. W sezonie 1983/1984 grał w drugoligowym Dunawie Ruse, w którym zakończył karierę.

## Kariera reprezentacyjna
W reprezentacji Bułgarii Filipow zadebiutował 9 listopada 1969 roku w przegranym 0:3 meczu eliminacji do MŚ 1970 z Polską, rozegranym w Warszawie. Grał też m.in. w: eliminacjach do Euro 72, do MŚ 1974, do Euro 76 i do Euro 80. Od 1969 do 1979 rozegrał w kadrze narodowej 28 meczów.